# Сигаевское (сельское поселение)
Сигаевское — упразднённое муниципальное образование со статусом сельского поселения в Сарапульском районе Удмуртии Российской Федерации.
Административный центр — село Сигаево.
25 июня 2021 года упразднено в связи с преобразованием муниципального района в муниципальный округ.

## История
Статус и границы сельского поселения установлены Законом Удмуртской Республики от 28 января 2005 года № 2-РЗ «Об установлении границ муниципальных образований и наделении соответствующим статусом муниципальных образований на территории Сарапульского района Удмуртской Республики».

## Население
| 2010  | 2012  | 2013  | 2014  | 2015  | 2016  | 2017  |
| ----- | ----- | ----- | ----- | ----- | ----- | ----- |
| 6161  | ↗6177 | ↗6217 | ↘6202 | ↘6198 | ↗6357 | ↗6500 |
| 2018  | 2019  | 2020  | 2021  |       |       |       |
| ↗6512 | ↘6435 | ↘6367 | ↘5936 |       |       |       |

## Состав сельского поселения
| № | Населённый пункт | Тип населённого пункта       | Население |
| - | ---------------- | ---------------------------- | --------- |
| 1 | Борисово         | деревня                      | ↘62       |
| 2 | Костино          | деревня                      | →363      |
| 3 | Костинский       | кордон                       | ↗3        |
| 4 | Мыльники         | деревня                      | ↗63       |
| 5 | Сигаево          | село, административный центр | ↘5153     |
| 6 | Юшково           | деревня                      | ↘27       |